# Crocó (fill de Triptòlem)
Crocó (en grec antic Κρόκων), va ser, segons la mitologia grega, un antic rei de la regió d'Eleusis. Tenia el seu palau just entre els territoris dels eleusins i dels atenesos. Era fill de Triptòlem i germà de Ceró, i es va casar amb Sèsara, una filla de Celeu.
Crocó i Ceró van ser els avantpassats de les famílies sacerdotals d'Eleusis els Crocònides i els Cerònides, que eren importants en el culte a Demèter. Els Crocònides tenien prioritat en els rituals.
Una filla de Crocó, Meganira, es va casar amb Arcas.